# Ymerdrys
Ymerdrys ist ein Lebensmittelprodukt aus der dänischen Küche. Es handelt sich um Roggenbrotkrümel, die als Ergänzung für Ymer oder andere Sauermilchprodukte gedacht sind. Die Krümel werden traditionellerweise mit Farin, einer besonders feinen braunen Zuckerart gesüßt, um die Säure des joghurtähnlichen Ymer zu mildern. Ymerdrys werden jedoch auch ungezuckert angeboten und eignen sich neben ihrem eigentlichen Zweck auch zur Ergänzung von Müslis sowie mit Milch zu einem Brei aufgekocht und z. B. mit Früchten verzehrt.